# TEE Rembrandt
Le TEE Rembrandt était un train rapide qui reliait München à Amsterdam, de 1967 à 1983. Exploité par la Deutsche Bundesbahn, le TEE Rembrandt était un Trans-Europ-Express (donc uniquement en première classe) jusqu'à la fin du service d'hiver le 28 mai 1983 puisqu'il cessait définitivement de circuler.
Le nom de ce TEE fait référence à Rembrandt, célèbre peintre hollandais du XVIIe siècle (1606-1669).

## Parcours et arrêts
- 28 mai 1967 München, Augsburg, Ulm, Stuttgart, Heidelberg, Mannheim, Mainz, Koblenz, Bonn, Kôln, Düsseldorf, Duisburg, Emmerich, Arnhem, Utrecht, Amsterdam (884 km)[1].
- 27 mai 1979 Arrêt de Mannheim supprimé et remplacé par Darmstadt (889 km)[1].
- 1er juin 1980 Parcours limité à Stuttgart-Amsterdam (647,5 km)[1].
- 28 mai 1983 TEE supprimé pour devenir l'Intercity 123-122 "Rembrandt" sur la relation Frankfurt-Amsterdam[1].

## Numérotations
- 28 mai 1967 TEE 11-12[1]
- 23 mai 1971 TEE 10-11[1]

## Matériel
- 28 mai 1967 Voitures TEE de la DB comprenant : 1 Ap et 1 WR entre München et Amsterdam, 2 Av entre München et Emmerich, 1 Av et Ap du TEE "Helvetia" entre Mannheim et Hemmerich ou Amsterdam respectivement. Roulement différent, en cascade, pour chaque voiture ou groupe de voitures sur les TEE "Rembrandt", "Rhein Main", "Helvetia" et "Blauer Enzian"[1].
- 23 mai 1971 Suppression des voitures directes Zurich, Emmerich et Amsterdam. Renforcement de la composition entre München-Emmerich, et Stuttgart-Emmerich, à certaines périodes[1].
- 3 juin 1973 Tous les vendredis, ou sur demande, une voiture Av Emmerich-Mannheim et seulement dans ce sens[1].
- 26 mai 1974 Suppression du WR, remplacé par une voiture-bar AR München-Amsterdam[1]. (La voiture ARD München-Emmerich est conservée[1].)
- 30 mai 1976 Composition modifiée à nouveau avec remplacement de la voiture-bar AR par un WR entre München et Emmerich au TEE 10, et entre Amsterdam et München au TEE 11 (le matériel permute avec les TEE 23-22 "Van Beethoven")[1].
- 27 mai 1979 Le WR avec 1 Ap et 1 Av, assure dans les deux sens le parcours München-Amsterdam[1].
- 1er juin 1980 Composition assurée dans les deux sens par : 1 Ap + 1 Av + 1 Ar entre Stuttgart et Amsterdam, et 1 Av Stuttgart Emmerich, complétée de 2 autres Av dans le sens Emmerich-Stuttgart des lundis aux vendredis[1].

Restauration assurée par la DSG.